# Refren (film)
Refren, tytuł roboczy Pogrzeb, czyli zabawa w chowanego – polski krótkometrażowy film dokumentalny z 1972 roku, w reżyserii Krzysztofa Kieślowskiego.

## Opis
Dokument opisuje codzienność zakładu pogrzebowego w latach 70. PRL-u. Przedstawione są fragmenty rozmów urzędników z klientami. Film pokazuje, że machina biurokratyczna jest w stanie zastąpić odruchy współczucia dla drugiej osoby nawet w przypadku śmierci bliskiej osoby